# James Scawen
James Scawen (1734-1801) est un homme politique britannique qui siège à la Chambre des communes de 1761 à 1780. 

## Biographie
Il est le fils de Thomas Scawen MP et de son épouse Tryphena Russell, fille de Lord James Russell de Maidwell, Northamptonshire. La famille de Scawen vient de Cornouailles. Son grand-père Thomas Scawen et son grand-oncle William Scawen (banquier) (en) étaient de riches marchands à Londres et ont acquis de grandes propriétés dans le Surrey, y compris Carshalton Park dont il hérite de son père en 1774 . 
En 1761, il est désigné par son père pour Mitchell, et est élu comme député sans opposition aux Élections générales britanniques de 1761. Il est réélu pour Mitchell à nouveau aux Élections générales britanniques de 1768 mais après un scrutin. Son seul discours rapporté à la Chambre était le 25 mars 1771 quand il a dit qu'il n'avait échappé qu'avec difficulté à la foule qui entourait la Chambre, qui l'avait pressé de dire de quelle manière il voterait. Il a ajouté: «Cela ne devait pas être demandé sans ou à l'intérieur de ces murs. Je suis venu un homme indépendant dans cette maison ”. 
Il a assisté à la réunion du comté de Surrey d'octobre 1774, sans avoir l'intention d'être candidat; mais est persuadé de se présenter pour le Surrey Élections générales britanniques de 1774 avec le soutien des principaux patrons du comté, afin d'éloigner Sir Joseph Mawbey. Scawen ne représente pas pour le Surrey en 1780 et ne semble avoir fait aucune autre tentative pour revenir au Parlement . 

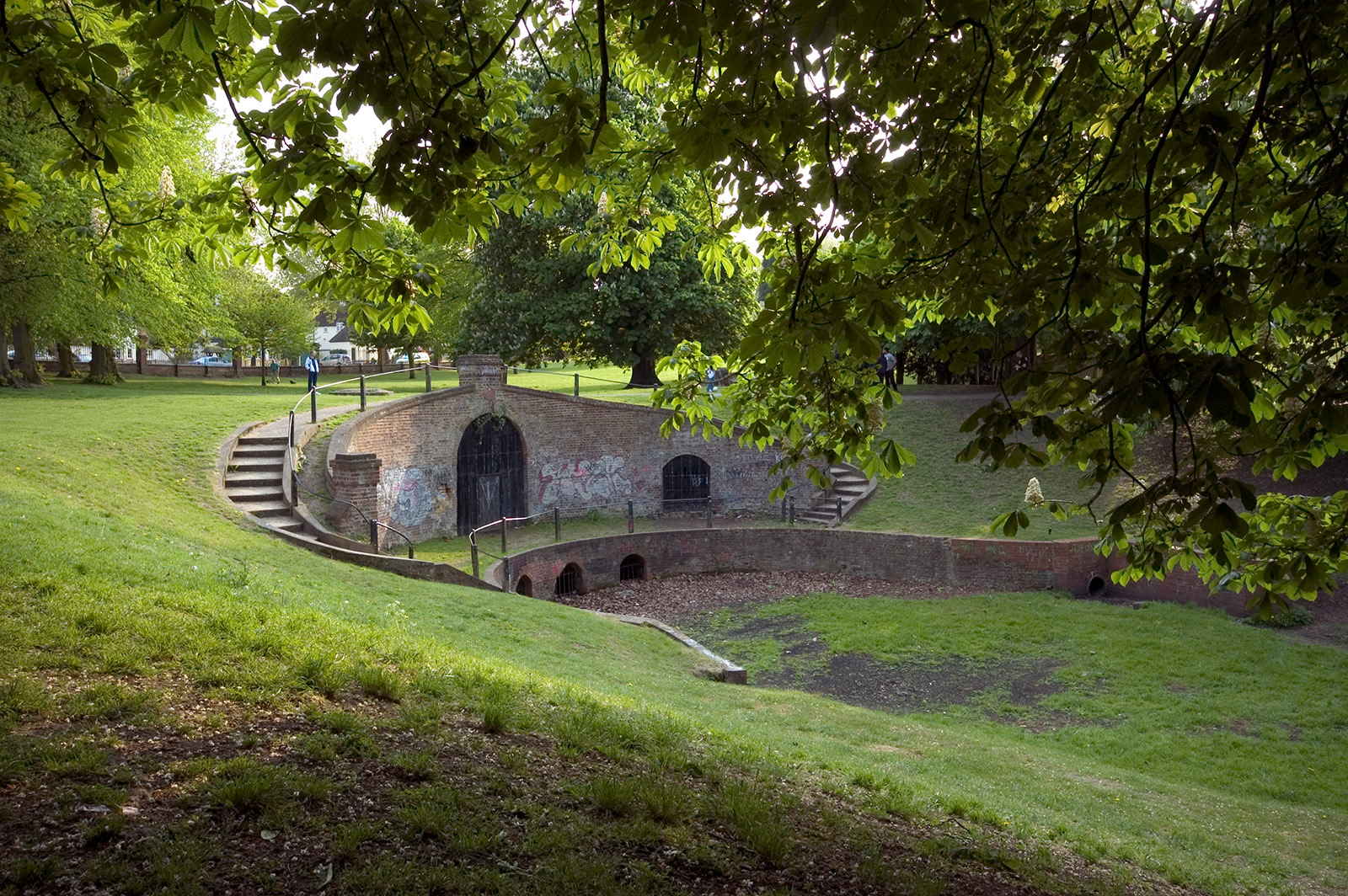
La grotte de Carshalton Park

Les Scawens ont développé Carshalton Park au 18e siècle, y compris une grotte et des canaux qui alimentaient les moulins à proximité . Il avait apparemment des difficultés financières et a commencé à vendre une partie de sa propriété de Surrey en 1774, peu de temps après avoir succédé à son père, et au cours des années suivantes, il a hypothéqué ou vendu une plus grande partie de celle-ci, jusqu'à ce qu'en 1781 ses autres propriétés soient cédées par les fiduciaires de à qui ils ont finalement été confiés. Scawen est décédé le 7 janvier 1801 . 